# Deszczysko
Deszczysko – część wsi Zabrnie w Polsce położona w województwie małopolskim, w powiecie dąbrowskim, w gminie Szczucin.
W latach 1975–1998 miejscowość należała administracyjnie do województwa tarnowskiego.